# Henry Gill

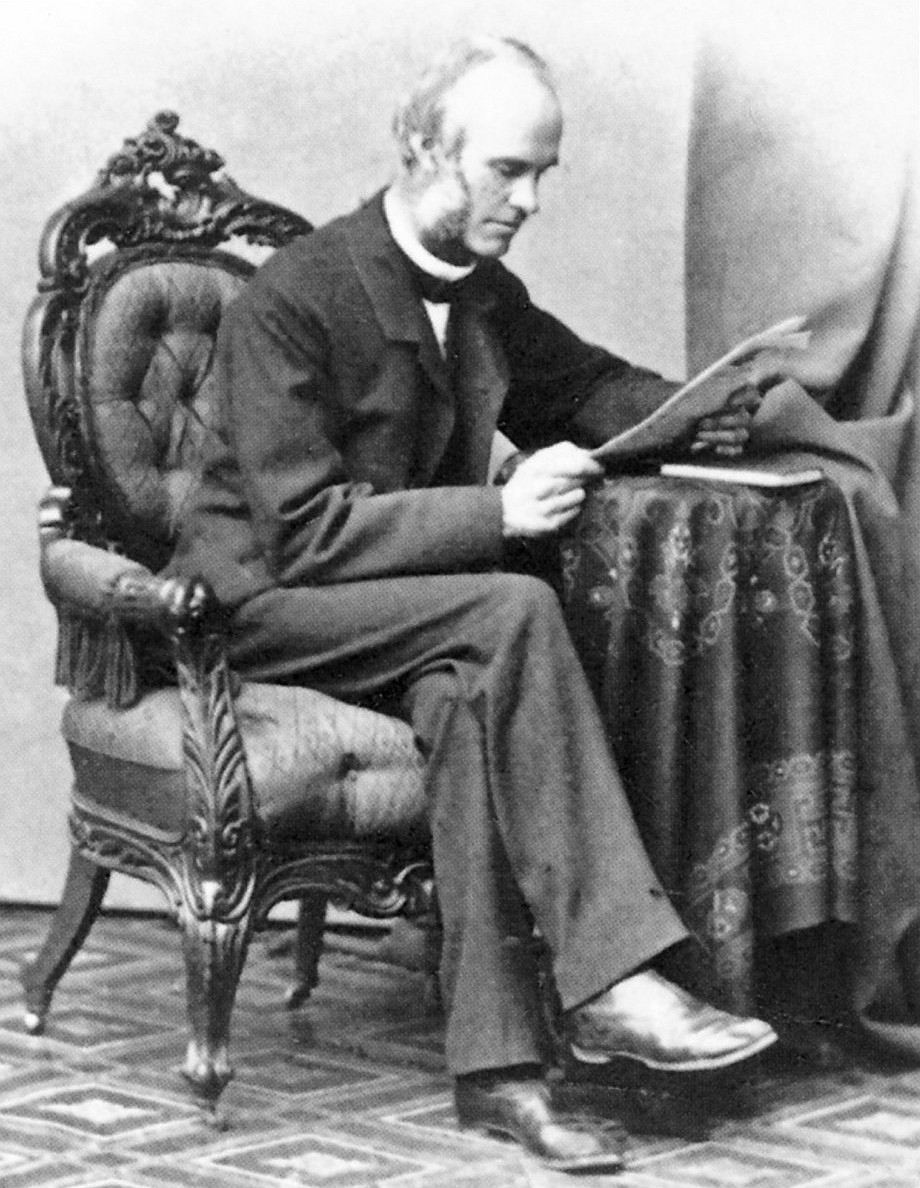
Henry Gill ca. 1890

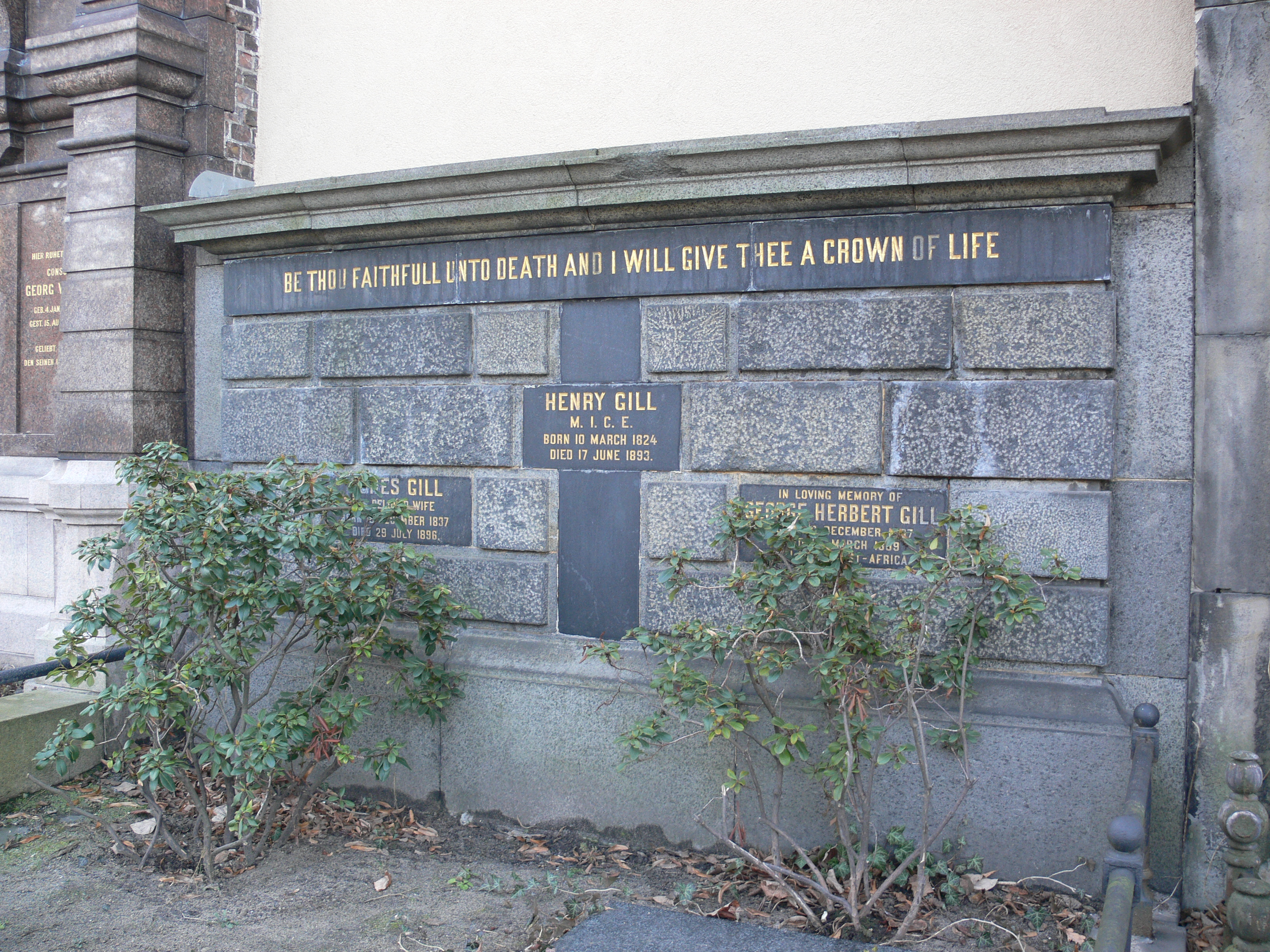
Sepultura de Henry Gill no Alter St.-Matthäus-Kirchhof Berlin

Henry Gill (Rye, East Sussex, 10 de março de 1824 – Berlim, 17 de junho de 1893) foi um engenheiro civil inglês. Responsável pelas fundações do abastecimento de água de Berlim como diretor da companhia de abastecimento.
Em 1 de janeiro de 1898 foi aberta uma nova estrada em Grunewald (Berlim) denominada em sua mnemória.
Henry Gill está sepultado no Alter St.-Matthäus-Kirchhof Berlin.